# Adrián Mora
Adrián Mora Barraza (ur. 15 sierpnia 1997 w Hidalgo del Parral) – meksykański piłkarz występujący na pozycji środkowego obrońcy, od 2024 roku zawodnik Atlasu.